# Lapidaire (texte)
Pour les articles homonymes, voir lapidaire (homonymie).

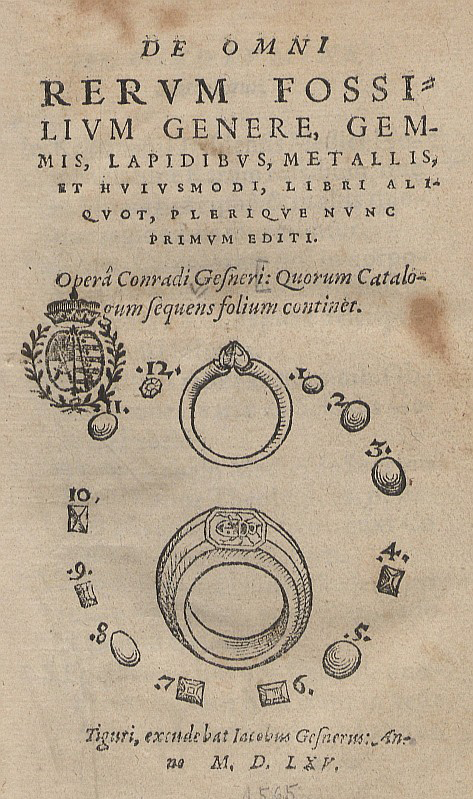
Page de couverture d'un lapidaire par Conrad Gessner parut en 1566

Un lapidaire est un texte encyclopédique rassemblant les connaissances du temps sur les pierres précieuses et fines. Les lapidaires anciens, grecs, latins et ceux du Moyen Âge sont des traités décrivant les vertus médicinales ou magiques de ces pierres. Il s'agit plutôt d'un genre littéraire ou médical que d'un traité de géologie.

## Lapidaires de l'Antiquité
Un lapidaire grec très connu est le Lapidaire orphique, datant peut-être du milieu du IIe siècle. La tradition, courante à l'époque gréco-romaine, attribue ce lapidaire à Orphée. On peut trouver dans ce document[réf. nécessaire] :
- un passage mentionnant le cristal de roche ou quartz, pierre brillante, minéral cristallin transparent polyédrique. Ce cristal de roche était connu et utilisé par les Grecs et les Romains pour confectionner des loupes. Ces loupes servaient à la fabrication de bijoux de petites dimensions et à l'allumage du feu.
- un autre passage de ce texte montre que les Grecs et les Romains connaissaient une pierre capable d'exercer sur le fer une attraction sélective à distance appelée, à l'époque, la magnésie. Cette pierre avait déjà été évoquée par des auteurs plus anciens comme Pline l'Ancien dans son Histoire naturelle.

## Lapidaires du Moyen Âge
Les lapidaires les plus célèbres du Moyen Âge sont, entre autres, le De duodecim lapidibus de Aimé du Mont-Cassin, le Liber lapidum de Marbode de Rennes, le Lapidaire de Jean de Mandeville, le Lapidaire chrétien, le Lapidaire du roi Philippe, ainsi que les deux lapidaires de Philippe de Thaon.